# 可算名詞
可算名詞（かさんめいし、英: count/countable noun）は、英語など数を文法範疇として持つ言語の名詞のうち、1つ、2つと数えられるものを指す名詞のことをいう。それに対して、物質や一部の抽象概念のように直接的に数えられない（量的な多寡でのみ表現可能な）ものを指す名詞は不可算名詞（英: uncountable noun）である。ある表現対象が可算か不可算かは言語によって異なり、また、同じ言語でも表現方法によって異なる場合もある。

## 英語
英語の場合、名詞には、純粋可算名詞、純粋不可算名詞、文脈によって可算名詞にも不可算名詞にもなるものの3つのタイプがある。通常、英語の辞書では、可算名詞には [C] （countable の略）、不可算名詞には [U] （uncountable の略）などといった記号が付けられている。

### 純粋可算名詞
いわゆる"モノ"（物体）である。形で定義されるもので、それを数えるとき、モノ自体が単位となる。
- cup （カップ）、pen （ペン）、book （本）など

### 純粋不可算名詞
形も、単位性も、数の関係もないもので、「○○というもの」を一般的に表現するものである。
- information （情報）、knowledge （知識）、equipment （設備）など

### 文脈によるもの
集合的・総体的に表す場合など、文脈によっては可算名詞にも不可算名詞にもなる場合もある。例えば、rope （ロープ）という単語は、「始端と終端のある1本のロープ」という意識がある文脈では可算名詞の “a rope” という使われ方をし、漠然と「ロープというもの」という意識がある文脈では不可算名詞の “rope” という使われ方をする。 “Smoke” なら「煙」だが “a smoke” は「タバコの一服」で、“Wood” は材木だが “woods” は「森」。“I ate a chicken.” と言うと「ニワトリ一羽をまるごと食べた」となるので、「鶏肉を食べた」は “I ate chicken.” と言わねばならない。

### 可算性
名詞の可算性がはっきりと定義されない日本語のような言語で数詞を付けて1つ、2つと数えられる名詞が、英語では不可算名詞とされているものも多い。一例では野菜のアスパラガス (asparagus) やブロッコリー (broccoli) が不可算名詞とされ、逆に数としては数えにくい光線 (ray) や日焼け (tan) が英語では可算名詞とされているなど、日本語の概念と異なるものも多い。初学者を悩ませる不可算名詞の代表には家具 (furniture) が挙げられる。個々の語の可算・不可算については、辞書で確認のこと。

### 可算・不可算のルール
英語の場合、単数の不定の可算名詞は「不定冠詞 a / an ＋単数形」、複数の不定の可算名詞は無冠詞の複数形で表す。不定の不可算名詞は無冠詞（の単数形）で表す。定性（文脈から「どれ」と特定されうるもの）のものは、可算・不可算、単数・複数に関係なく、「定冠詞 the ＋名詞」という形で表す。
また，「可算名詞＋ of ＋不可算名詞」の形で不可算のものが可算化されたものを数えることもある。例えば、物質であり不可算であるコーヒーは、カップに入れられて形のあるモノとなり、1杯、2杯と数えることができるようになる。このようにして可算化された「カップ1杯のコーヒー」を a cup of coffee と表現する。2杯ならば two cups of coffee となる。レストランでコーヒーを注文する時などに a coffee や two beers と言うことも可能である。この場合も、どれか特定の1杯のコーヒーなら the cup of coffee となる。
前述のアスパラガスやブロッコリーを数える場合は、以下のような表現が使われる。
- a spear of asparagus
- a head of broccoli

純粋不可算名詞の具体的な成果や構成要素などを表すときは a piece of を使う。
- a piece of technology made recently（近年開発されたある分野の技術）
- a piece of information（ちょっとした情報）
- a piece of furniture（椅子などの特定の家具）
- a piece of wood（木切れ）

## フランス語
フランス語では、名詞が可算か不可算かは、人が物を見るときの有界性（「ここからここまで」と境界線が引かれている状態）によって決まる。冠詞によって意味が転換される名詞がある。

### 不定の名詞に付く冠詞
不定単数の場合は、不定冠詞単数形 un / une がその名詞の前に付く。不定複数の場合は、不定冠詞複数形 des がその名詞の前に付く。不定不可算の場合は、部分冠詞 du / de la / de l' がその名詞の前に付く。

### 冠詞による意味の転換
- 可算名詞の un bœuf（牛）の不定冠詞を部分冠詞に変えると、不可算名詞の du bœuf（牛肉）になる（もともとあった動物としての有界性から物質としての非有界的な見方への転換）。
- 1つしかないと一般に認知されている物を指す名詞の le soleil（太陽）の定冠詞を部分冠詞に変えると、不可算名詞の du soleil（日光）になる（個体からその放射への転換）。
- 可算名詞の un professeur（先生）の不定冠詞を部分冠詞に変えると、不可算名詞の du professeur（教師らしさ）になる（個体からその性質への転換）。
- 不可算名詞の du café（〈物質としての〉コーヒー）の部分冠詞を不定冠詞に変えると、可算名詞の un café（〈カップ1杯の〉コーヒー）になる（有界性の導入）。英語のように a cup of coffee という言い方は必ずしもしない。

このような事情があるため、通常、フランス語の辞書には、可算名詞には [C]、不可算名詞には [U] などといった記号は付けられていない。

## 文法的区別
不可算名詞の概念は文法的概念であり、その名詞が示唆するオブジェクトの本質に基づいていない。
たとえば、“seven chairs” と “some furniture” はまったく同じオブジェクトを示し、“seven chairs” はそれらを個々のオブジェクトの集合として示すが、“some furniture” はそれらを単一の未分化の単位として指す。
ただし、“fun” や “hope” などの抽象的な現象は、可算名詞で示すことを困難にする。

## 可算名詞の理論
Godehard Linkのような論理学者やManfred Krifkaのような言語学者の研究に続いて、不可算名詞や量子化などの概念に関して、不可算名詞の区別には正確な数学的定義を与えることができる。
1993年にBarry Scheinによって議論された、複数形論理 (plural logic) と呼ばれる新しい論理的フレームワークは、可算名詞と不可算名詞の意味論を特徴づけるためにも使用されている。

## 言語学的相違
北京官話などの一部の言語では、すべての名詞を不可算名詞として扱い、数字を追加するために名詞類別詞（中国語類別詞を参照）を使用する必要がある。
一見本質的に数えられるように見えるが、不可算名詞として扱われる名詞の例を挙げる。
- 那个人吃完了 (nà gè rén chī wán le) – “That unit (of) person has eaten”, “That person has eaten”
- 那三个人吃完了(nà sān gè rén chī wán le) – “Those three unit (of) person have eaten”, “Those three people have eaten”
- 她有七本书 (tā yŏu qī bĕn shū) – “She has seven volume (of) book”, “She has seven books.”

したがって、類別詞は、参照されるオブジェクトが、（数量に関係なく）単位と見なされるのではなく、話者がそれらを列挙することを意図しているという意味で可算であることを意味する。（数えられる単位が変わると、類別詞が変わることに注意）
“milk” や “rice” などの単語は、それほど明確に数えられる実体ではないが、英語と北京官話の両方で適切な測定単位でカウントできる (e.g. “glasses of milk”, “spoonfuls of rice”)。
類別詞の使用は、英語でオブジェクトのグループを数えるための測定単位の使用と似ているが、同じではない。たとえば（そのような言語の中では）、“three shelves of books” なら “shelves” が測定単位として使用される。

一方、トルコ語のような一部の言語は、可算名詞ほど明らかに可算でない実体でさえ、すべての名詞を扱う。
- Pirinçler daha tam pişmemiş. – “The rice (lit. rices) hasn't been cooked well yet”
- Sütler hep yerlere döküldü. – “The milk (lit. milks) has been spilled all over the floor (lit. floors)”
- Nehirlerin suları çok güzel akıyor. – “The rivers' water (lit. waters) flows very nicely”
- Parasız kişiler için kitaplar dağıtıyorlar. – “They are distributing books for the people without money”

非常に明らかな可算名詞であっても、トルコ語の数字で測定単位を使用することは可能である（トルコ語の名詞は、数字と測定単位の後に複数形の接尾辞を付けることはできないことに注意）。
- Beş bardak süt – “five glasses of milk”
- İki kaşık dolusu pirinç – “two spoonfuls of rice”
- Üç tane kişi – “three units of person”
- Dört metrekare yer – “Four square meters of floor”
- Yedi raf kitap – “seven shelves of book”